# Чешка социалдемократическа партия
Чешката социалдемократическа партия (на чешки: Česká strana sociálně demokratická) е лявоцентристка социалдемократическа политическа партия в Чехия.
Основана през 1878 година, партията е забранена по време на германската окупация през Втората световна война и от комунистите през 1948 година. Възстановена е през 1989 година, след което под ръководството на Милош Земан става водещата лява партия в страната. В периода 1998 – 2006 година нейни представители оглавяват правителството на Чехия.
На изборите през 2013 година партията е първа с 20,5% от гласовете и 50 от 200 места в Камарата на депутатите.